# Синко де Октубре (Ваучинанго)
Синко де Октубре (шп. Cinco de Octubre) насеље је у Мексику у савезној држави Пуебла у општини Ваучинанго. Насеље се налази на надморској висини од 1601 м.

## Становништво
Према подацима из 2010. године у насељу је живело 8 становника.

### Хронологија
| Година       | 2005         | 2010 |
| ------------ | ------------ | ---- |
| Становништво | 57 (26 / 31) | 8    |

### Попис
| # | Индикатор                     | Вредност |
| - | ----------------------------- | -------- |
| 1 | Укупно домаћинстава           | 3        |
| 2 | Укупно насељених домаћинстава | 2        |
| 3 | Величина локације             | 1        |